# 富埃南
富埃南（法語：Fouesnant，法語發音：[fwɛnɑ̃]）是法国菲尼斯泰尔省的一个市镇，位于该省南部，属于坎佩尔区。富埃南是法国布列塔尼半岛上重要的海滨旅游城市之一，有客运班车连接省会坎佩尔。

## 地理
富埃南（47°53'36"N, 4°0'44"W）面积32.76 平方千米，位于法国布列塔尼大區菲尼斯泰尔省，该省份为法国最西部的省份，位于布列塔尼半岛西部，北西南三面环大西洋，东临阿摩尔滨海省和莫尔比昂省。
与富埃南接壤的市镇（或旧市镇、城区）包括：拉福雷富埃南、贝诺代、普勒旺、圣埃瓦尔泽克。

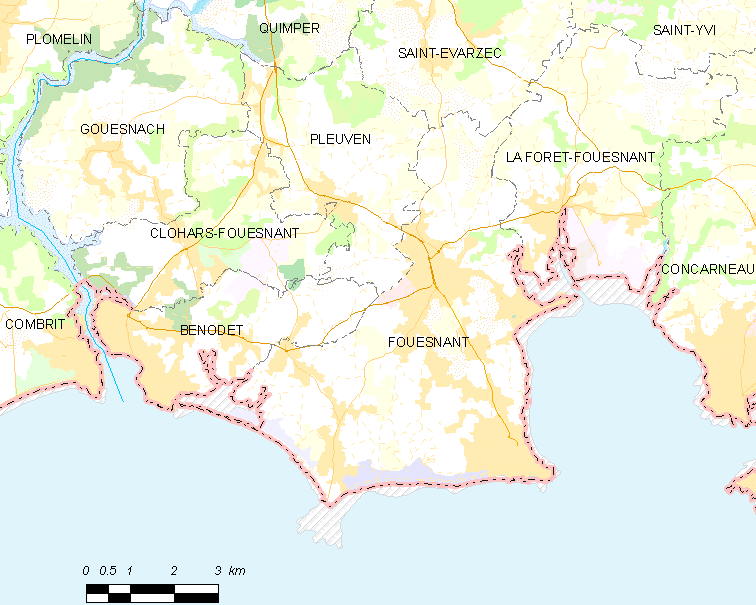
富埃南的OSM定位图

富埃南的时区为UTC+01:00、UTC+02:00（夏令时）。

## 行政
富埃南的邮政编码为29170，INSEE市镇编码为29058。

## 政治
富埃南所属的省级选区为富埃南县。

## 人口

1962-2008年间富埃南人口变化图示

富埃南于2022年1月1日时的人口数量为10204人。